# Superintendenci austriaccy
Superintendenci Kościołów Ewangelickich Augsburskiego i Helweckiego Wyznania w Austrii – powoływani na urząd superintendenta duchowni luterańscy (od 1783 roku) i reformowani (od 1784 roku) w Kościołach Ewangelickich Augsburskiego oraz Helweckiego Wyznania, do 1918 na terytorium tzw. Przedlitawii w monarchii Habsburgów, od 1806 Cesarstwie Austrii, od 1867 Austro-Węgrzech, a po jej upadku w funkcjonujących w Republice Austrii Kościele Ewangelickim Augsburskiego Wyznania i Kościele Ewangelickim Helweckiego Wyznania.

## Kościół Ewangelicki Augsburskiego Wyznania

### Wiedeń
Do roku 1947 superintendentura obejmowała Wiedeń, Dolną Austrię, Styrię i Karyntię, od 1947 tylko Wiedeń i częściowo przyległy obszar Dolnej Austrii.
| Imię i nazwisko           | Lata urzędowania |
| ------------------------- | ---------------- |
| Johann Georg Fock         | 1783–1796        |
| Johann Joachim Susemihl   | 1796–1797        |
| Johann Samuel Kaltenstein | 1797–1805        |
| Johann Wächter            | 1806–1827        |
| Christian Heyser          | 1834–1839        |
| Ernst Pauer               | 1845–1861        |
| Andreas von Gunesch       | 1862–1875        |
| Karl Bauer                | 1877–1895        |
| Josef Winkler             | 1895–1903        |
| Carl Lichtenstettiner     | 1905–1928        |
| Johannes Heinzelmann      | 1928–1945        |
| Georg Traar               | 1947–1972        |
| Erich Wilhelm             | 1972–1982        |
| Werner Horn               | 1982–2003        |
| Hansjörg Lein             | 2004–            |

### Górna Austria
Do 1966 do superintendentury należały Górna Austria, Salzburg i Tyrol, później tylko Górna Austria. 
| Imię i nazwisko             | Lata urzędowania |
| --------------------------- | ---------------- |
| Johann Christian Thielisch  | 1783–1827        |
| Johann Steller              | 1832–1854        |
| Johann Theodor Wehrenfennig | 1855–1856        |
| Erich Martin Sääf           | 1857–1880        |
| Jakob Ernst Koch            | 1880–1907        |
| Friedrich Koch              | 1908–1920        |
| Jakob Ernst Koch            | 1921–1936        |
| Hans Eder                   | 1937–1940        |
| Wilhelm Mensing-Braun       | 1941–1966        |
| Leopold Temmel              | 1966–1980        |
| Herwig Karzel               | 1980–1990        |
| Hansjörg Eichmeyer          | 1990–2005        |
| Gerold Lehner               | 2005–            |

### Czechy
W 1900 superintendentura została podzielona na Czechy Zachodnie i Wschodnie. Przestały one istnieć wraz z upadkiem Austro-Węgier.
| Imię i nazwisko                     | Lata urzędowania |
| ----------------------------------- | ---------------- |
| Jan Láho                            | 1784–1785        |
| Jan Barott                          | 1785             |
| Štěpán Leška                        | 1786–1798        |
| Johann Christoph Friedrich Götschel | 1798–1799        |
| Karl Franz Hoenicka                 | 1800–1807        |
| Michael Gottlieb Seihm              | 1807–1828        |
| Josef Krejčí                        | 1829–1844        |
| Heřman Kryštůfek                    | 1845–1863        |
| Jakub Beneš                         | 1863–1873        |
| Daniel Bohumil Molnár               | 1873–1889        |
| Adam Ithamar Marian Koch            | 1890–1900        |

### Czechy Zachodnie
W 1900 superintendentura Czech została podzielona na część zachodnią i wschodnią. Obie przestały istnieć wraz z upadkiem Austro-Węgier w 1918.
| Imię i nazwisko | Lata urzędowania |
| --------------- | ---------------- |
| Albert Gummi    | 1902–1918        |

### Czechy Wschodnie
| Imię i nazwisko     | Lata urzędowania |
| ------------------- | ---------------- |
| Karel Eduard z Lány | 1902–1903        |
| Jan Jakub Kučera    | 1903–1905        |
| František Trnka     | 1905–1917        |
| Ferdinand Hresja    | 1917–1918        |

### Aš
Superintendentura powstała w 1869 i przestała istnieć wraz z upadkiem Austro-Węgier w 1918.
| Imię i nazwisko  | Lata urzędowania |
| ---------------- | ---------------- |
| Traugott Alberti | 1870–1914        |
| Emil Hildemann   | 1914–1918        |

### Morawy i Śląsk
Superintendentura do 1804 obejmowała również Galicję. Przestała istnieć wraz z upadkiem Austro-Węgier.
| Imię i nazwisko                             | Lata urzędowania |
| ------------------------------------------- | ---------------- |
| Jan Traugott Bartelmus                      | 1784-1809        |
| Johann Georg Schmitz                        | 1810-1825        |
| Andrzej Paulini                             | 1825-1829        |
| Johann Georg Lumnitzer                      | 1830-1863        |
| Karl Samuel Schneider                       | 1864-1882        |
| Theodor Karl Haase                          | 1882-1909        |
| Andrzej Krzywoń                             | 1909-1911        |
| Andrzej Glajcar                             | 1912-1918        |
| Martin Theodor Haase (superintendent-elekt) | 1918             |

### Galicja i Bukowina
Superintendentura Galicji i Bukowiny powstała po podzieleniu morawsko-śląsko-galicyjskiej. Po odzyskaniu przez Polskę niepodległości superintendentura została przekształcona w 1920 w samodzielny Kościół Ewangelicki Augsburskiego i Helweckiego Wyznania w Małopolsce.
| Imię i nazwisko             | Lata urzędowania |
| --------------------------- | ---------------- |
| Joseph Paulini              | 1804–1806        |
| Samuel Bredetzky            | 1806–1812        |
| Johann Samuel Fuchs         | 1813–1817        |
| Friedrich Wilhelm Stockmann | 1817–1831        |
| Adolf Theodor Haase         | 1833–1870        |
| Jacob Hönel                 | 1871–1885        |
| Carl Gustav Zipser          | 1886–1896        |
| Hermann Hans Georg Fritsche | 1897–1924        |
| Theodor Zöckler             | 1924–1939        |

### Burgenland
Superintendentura powstała w 1924.
| Imię i nazwisko         | Lata urzędowania |
| ----------------------- | ---------------- |
| Theophil Beyer          | 1924–1940        |
| Gustav Albert Dörnhöfer | 1940–1962        |
| Hans Gamauf             | 1962–1975        |
| Gustav Reingrabner      | 1975–1994        |
| Gertraud Knoll          | 1994–2002        |
| Manfred Koch            | 2003–            |

### Karyntia i Wschodni Tyrol
Superintendentura powstała w 1947.
| Imię i nazwisko     | Lata urzędowania |
| ------------------- | ---------------- |
| Fritz Zerbst        | 1947–1956        |
| Gerhard Glawischnig | 1956–1968        |
| Paul Pellar         | 1968–1988        |
| Herwig Sturm        | 1988–1996        |
| Joachim Rathke      | 1996–2001        |
| Manfred Sauer       | 2002–            |

### Dolna Austria
Superintendentura powstała w 1947.
| Imię i nazwisko   | Lata urzędowania |
| ----------------- | ---------------- |
| Fritz Heinzelmann | 1947–1954        |
| Valentin Schmidt  | 1954–1962        |
| Friedrich Mauer   | 1962–1972        |
| Heinz Schaefer    | 1972–1977        |
| Hellmut Santer    | 1977–1998        |
| Paul Weiland      | 1998–            |

### Salzburg i Tyrol
Superintendentura powstała w 1966.
| Imię i nazwisko  | Lata urzędowania |
| ---------------- | ---------------- |
| Emil Sturm       | 1966–1980        |
| Wolfgang Schmidt | 1981–1995        |
| Luise Müller     | 1995–2012        |
| Olivier Dantine  | 2012–            |

### Styria
Superintendentura powstała w 1947.
| Imię i nazwisko         | Lata urzędowania |
| ----------------------- | ---------------- |
| Leopold Achberger       | 1947–1969        |
| Martin Kirchschlager    | 1969–1976        |
| Dieter Knall            | 1976–1983        |
| Günter Matthias Rech    | 1983–1987        |
| Ernst-Christian Gerhold | 1987–1999        |
| Hermann Miklas          | 1999–            |

### Biskupi
W 1949 powstał urząd biskupa.
| Imię i nazwisko | Lata urzędowania |
| --------------- | ---------------- |
| Gerhard May     | 1949–1968        |
| Oskar Sakrausky | 1968–1983        |
| Dieter Knall    | 1983–1995        |
| Herwig Sturm    | 1995–2007        |
| Michael Bünker  | 2008–            |

## Kościół Ewangelicki Helweckiego Wyznania

### Austria
Obecnie Kościół ten składa się z jednej superintendentury obejmującej całe państwo, w tym mieszane zbory luterańsko-reformowane Vorarlbergu.
| Imię i nazwisko          | Lata urzędowania |
| ------------------------ | ---------------- |
| Carl Wilhelm Hilchenbach | 1785–1816        |
| Justus Hausknecht        | 1818–1834        |
| Gottfried Franz          | 1834–1873        |
| Erhard Buschbeck         | 1875–1882        |
| Friedrich Otto Schack    | 1883–1922        |
| Gustav Zwernemann        | 1925–1946        |
| Johann Karl Egli         | 1947–1952        |
| Hermann Noltensmeier     | 1952–1954        |
| Volkmar Rogler           | 1955–1968        |
| Imre Gyenge              | 1968–1986        |
| Peter Karner             | 1986–2004        |
| Wolfram Neumann          | 2004–2007        |
| Thomas Hennefeld         | 2007–            |

### Czechy
Superintendentura przestała istnieć wraz z upadkiem Austro-Węgier.
| Imię i nazwisko          | Lata urzędowania |
| ------------------------ | ---------------- |
| Ferenc Kovács            | 1784–1788        |
| Samuel Szücs             | 1788–1798        |
| György Fazekas           | 1798–1810        |
| Lázsló Baka              | 1810–1820        |
| Matěj Kubeš              | 1820–1855        |
| František Filipi         | 1857–1861        |
| Jan Veselý               | 1863–1889        |
| Justus Emanuel Szalatnay | 1889–1910        |
| Čeněk Dušek              | 1910–1918        |

### Morawy
Superintendentura przestała istnieć wraz z upadkiem Austro-Węgier.
| Imię i nazwisko | Lata urzędowania |
| --------------- | ---------------- |
| Michal Blažek   | 1796–1809        |
| Jiří Opočenský  | 1829–1842        |
| Samuel von Nagy | 1842–1863        |
| Jan Beneš       | 1863–1883        |
| Josef Totušek   | 1884–1899        |
| Ferdinand Císař | 1899–1918        |